# Jörgen Hultgren
Jörgen Hultgren (ur. 24 listopada 1971 w Västervik) – szwedzki żużlowiec.
Srebrny medalista indywidualnych mistrzostw Szwecji młodzików (1986). Złoty medalista młodzieżowych indywidualnych mistrzostw Szwecji (Västervik 1991). Dwukrotny finalista indywidualnych mistrzostw Szwecji (Västervik 1994 – V miejsce, Kumla 1995 – XIII miejsce). Dwukrotny brązowy medalista drużynowych mistrzostw Szwecji (1993, 2001). 
Reprezentant Szwecji na arenie międzynarodowej. Finalista indywidualnych mistrzostw świata juniorów (Pfaffenhofen 1992 – VIII miejsce). Wielokrotny uczestnik eliminacji indywidualnych mistrzostw świata (najlepszy wynik: Mariestad 1997 – XII miejsce w finale szwedzkim).
W lidze szwedzkiej reprezentował barwy klubów: Skepperna Västervik (1990–2004, 2006), Lejonen Gislaved (2001–2002) oraz Griparna Nyköping (2005–2006), natomiast w brytyjskiej – Ipswich Witches (1995).